# Схема (інформатика)
Схема (грец. Σχήμα  — образ, вид)  — графічне представлення визначення, аналізу або методу вирішення задачі, у якому використовуються символи для позначення операцій, даних, потоку, обладнання і т. д. 
Схеми алгоритмів, програм, даних і систем (далі - схеми) складаються з символів що мають певні значення, короткого тексту пояснення і сполучних ліній.

## Класифікація схем
Схеми можуть використовуватися на різних рівнях деталізації, причому число рівнів залежить від розмірів і складності завдання обробки даних. Рівень деталізації має бути таким, щоб різні частини і взаємозв'язок між ними були зрозумілі в цілому. Схеми за ГОСТ 19.701-90 можуть виконуватись у вигляді:
- схеми даних;
- схеми програм;
- схеми роботи системи;
- схеми взаємодії програм;
- схемах ресурсів системи.

### Схема даних
Схеми даних зображають шлях даних при рішенні задач і визначають етапи обробки, а також носії даних, що використовуються.
Схема даних складається з:
- символів даних (символи даних можуть також вказувати вид носія даних);
- символів процесу, який слід виконати над даними (символи процесу можуть також вказувати функції, що виконуються обчислювальною машиною);
- символів ліній, що вказують потоки даних між процесами і (чи) носіями даних;
- спеціальних символів, використовуваних для полегшення написання і читання схеми.

Символи даних передують і йдуть за символами процесу. Схема даних починається і закінчується символами даних (за винятком спеціальних символів).

### Схема програми
Схеми програм зображають послідовність операцій в програмі.
Схема програми складається з:
- символів процесу, що вказують фактичні операції обробки даних (включаючи символи, що визначають шлях, якого слід дотримуватися з урахуванням логічних умов);
- лінійних символів, що вказують потік управління;
- спеціальних символів, використовуваних для полегшення написання і читання схеми.

### Схема роботи системи
Схеми роботи системи зображають управління операціями і потік даних в системі.
Схема роботи системи складається з:
- символів даних, що вказують на наявність даних (символи даних можуть також вказувати вид носія даних);
- символів процесу, що вказують операції, які слід виконати над даними, а також що визначають логічний шлях, якого слід дотримуватися;
- лінійних символів, що вказують потоки даних між процесами і (чи) носіями даних, а також потік управління між процесами;
- спеціальних символів, використовуваних для полегшення написання і читання блок-схеми.

### Схема взаємодії програм
Схеми взаємодії програм зображають шлях активації програм і взаємодій з відповідними даними. Кожна програма в схемі взаємодії програм показується тільки один раз (у схемі роботи системи програма може зображатися більше ніж в одному потоці управління).
Схема взаємодії програм складається з:
- символів даних, що вказують на наявність даних;
- символів процесу, що вказують на операції, які слід виконати над даними;
- лінійних символів, що зображають потік між процесами і даними, а також ініціації процесів;
- спеціальних символів, використовуваних для полегшення написання і читання схеми.

### Схема ресурсів системи
Схеми ресурсів системи зображають конфігурацію блоків даних і оброблювальних блоків, яка вимагається для вирішення завдання або набору завдань.
Схема ресурсів системи складається з:
- символів даних, що зображають вхідні, вихідні і запам'ятовувальні пристрої обчислювальної машини;
- символів процесу, що зображають процесори (центральні процесори, канали і т.д.);
- лінійних символів, що зображають передачу даних між пристроями вводу-виводу і процесорами, а також передачу управління між процесорами;
- спеціальних символів, що використовуються для полегшення написання і читання схеми.

## Дивись також
Блок-схема